# Turceni
Turceni è una città della Romania di 8328 abitanti, ubicata nel distretto di Gorj, nella regione storica dell'Oltenia.
Fanno parte dell'area amministrativa anche le località di Gârbovu, Jilţu, Murgeşti, Strâmba-Jiu e Valea Viei.
Gran parte della popolazione attiva viene impiegata nelle due centrali elettriche, una termica ed una idroelettrica, presenti sul territorio cittadino.